# Lega Basket Serie A 2009-10
La Lega Basket Serie A 2009-10 va ser la 88a edició de la Lega Basket Serie A, la màxima competició de bàsquet d'Itàlia. El campió va ser el Montepaschi Siena.

## Format
Primerament, els 16 equips participants jugaran una lliga regular a doble volta. Al final, els 8 primers participaran en un play-off per decidir el campió i els dos últims baixaran de categoria.

## Equips participants
| Equip                       | Regió          | Colors            | Temporada anterior |
| --------------------------- | -------------- | ----------------- | ------------------ |
| Air Avellino                | Campània       | blanc/verd        | 11è Serie A        |
| Angelico Biella             | Piamontès      | blanc/blau        | 7è Serie A         |
| Olimpia Milano              | Llombardia     | blanc/vermell     | 6è Serie A         |
| Bancatercas Teramo          | Abruços        | blanc/vermell     | 3r Serie A         |
| Benetton Treviso            | Vèneto         | blanc/verd        | 4t Serie A         |
| Carife Ferrara              | Emília-Romanya | blanc/negre       | 9è Serie A         |
| Cimberio Varese             | Llombardia     | blanc/vermell     | 1r LegAdue         |
| Eldo Caserta                | Campània       | blanc/negre       | 13è Serie A        |
| La Fortezza Bologna         | Emília-Romanya | blanc/negre       | 5è Sèrie A         |
| Lottomatica Roma            | Lazio          | vermell/groc/blau | 2n Serie A         |
| Montepaschi Siena           | Toscana        | blanc/verd        | 1r Serie A         |
| NGC Cantù                   | Llombardia     | blanc/blau        | 10è Serie A        |
| Sigma Coatings Montegranaro | Marche         | blanc/negre       | 12è Serie A        |
| Scavolini Spar Pesaro       | Marche         | blanc/vermell     | 8è Serie A         |
| Martos Napoli               | Campània       | blanc/celeste     | 14è Serie A        |
| Vanoli Cremona              | Llombardia     | blau/negre        | 3r LegAdue         |

## Lliga Regular
| Posició | Equip                       | Punts | Guanyats |
| ------- | --------------------------- | ----- | -------- |
| 1.      | Montepaschi Siena           | 52    | 26       |
| 2.      | Eldo Caserta                | 36    | 18       |
| 3.      | Olimpia Milano              | 34    | 17       |
| 4.      | NGC Cantù                   | 34    | 17       |
| 5.      | La Fortezza Bologna         | 30    | 15       |
| 6.      | Sigma Coatings Montegranaro | 30    | 15       |
| 7.      | Lottomatica Roma            | 30    | 15       |
| 8.      | Benetton Treviso            | 26    | 13       |
| 9.      | Air Avellino                | 26    | 13       |
| 10.     | Scavolini Spar Pesaro       | 22    | 11       |
| 11.     | Bancatercas Teramo          | 20    | 10       |
| 12.     | Pallacanestro Varese        | 20    | 11       |
| 13.     | Vanoli Cremona              | 20    | 10       |
| 14.     | Angelico Biella             | 20    | 10       |
| 15.     | Carife Ferrara              | 18    | 9        |
| exclòs  | Martos Napoli               | -     | -        |

Nota: els equips amb negreta estan classificats pel play-off i amb cursiva baixen a la LegAdue.